# Bad Driburg
Bad Driburg est une ville de Rhénanie-du-Nord-Westphalie (Allemagne), située dans l'arrondissement de Höxter, dans le district de Detmold, dans le Landschaftsverband de Westphalie-Lippe.

## Personnalités liées à la ville
- Ludwig Dringenberg (1410-1477), religieux né à Dringenberg.
- Willy Lucas (1884-1918), peintre né à Bad Driburg.